# ASC Nienburg
Der ASC Nienburg (offiziell: Allgemeiner Sport Club Nienburg von 1911 e. V.) ist ein Sportverein aus Nienburg/Weser in Niedersachsen. Der Verein ist seit der Jahreshauptversammlung am 28. Februar 2014 ein reiner Fußballverein. Die Sparten Boxen, Judo und Handball trennten sich im Laufe der letzten Jahre vom Verein. Die Handballsparte schloss sich der HSG Nienburg an. Die erste Fußball-Herrenmannschaft des 1911 gegründeten Verein spielte zeitweise in der Niedersachsenliga. Der ehemalige Nationalspieler Jens Todt sowie der ehemalige nordirische Nationaltorhüter Maik Taylor spielten in der Jugend des ASC Nienburg. Entsprechend ihres Logos wird die Mannschaft auch die „Rot-Gelb-Blauen“ genannt. 

## Geschichte
Der ASC Nienburg wurde laut Gründungsurkunde als SC Nienburg am 1. Dezember 1911 im „Hotel zum Kanzler“ gegründet. Nach dem Zweiten Weltkrieg schlossen sich die Mitglieder dem ATSV Nienburg an, welcher 1945 gegründet wurde und als einziger Verein in der Stadt Nienburg fungieren durfte. Die ersten Jahre nach dem Zusammenschluss beider Vereine liefen vergleichsweise erfolgreich. 1946 spielte die Mannschaft in der Britischen Zonenmeisterschaft in der Saison 1946/47 in der Oberliga Niedersachsen-Süd, der höchsten damaligen Spielklasse. In der anschließenden Saison spielte der Verein in der Landesliga Niedersachsen Hannover-Heide und konnte die Klasse halten. 1948/49 verfehlte Nienburg das Entscheidungsspiel für die Qualifikation für die neue Amateuroberliga um einen Punkt und das Team spielte in der Verbandsklasse, Staffel 3 weiter.
1951 gelang der Aufstieg und von der Saison 1951/52 bis zur Saison 1954/55 spielte der ATSV Nienburg in der zweigleisigen Amateuroberliga Niedersachsen wieder in der höchsten niedersächsischen Amateurliga, der zweithöchsten Ebene unter der Fußball-Oberliga Nord im deutschen Ligasystem. Das beste Ergebnis war dabei ein siebter Platz in der Saison 1952/1953. Am 29. Mai 1952 schlug die Nienburger Mannschaft zudem die Elf von Hannover 96 mit 4:2 im Pokal, bei dem Fliege drei Tore schoss. In der nächsten entscheidenden Qualifikationsrunde musste sich Nienburg gegen den SC Victoria Hamburg mit 2:4 geschlagen geben, der sich damit für den DFB-Pokal 1952/53 qualifizierte. Fliege erzielte beide Tore für Nienburg. Nachdem der Wiederaufstieg in der Saison 1955/56 der Amateurliga Niedersachsen mit der Vize-Meisterschaft knapp verpasst wurde, folgte im darauffolgenden Jahr der erneute Abstieg. Von 1959 bis 1962 spielten die Nienburger nochmal in der Amateurliga. Im Jahr 1962 fusionierten der SC und der ATSV endgültig zum ASC Nienburg. 
Den ersten Tiefpunkt in der Vereinsgeschichte gab es in den 1970er Jahren, als der ASC in die 1. Kreisklasse abstieg. In den folgenden Jahren spielte sich der Verein wieder nach oben. 1977 stieg der ASC in die Bezirksliga auf und 1981 wurden die Nienburger Meister in der Landesliga Hannover. 1985 folgte die Meisterschaft in der Landesliga Niedersachsen. Von der Saison 1985/86 bis zur Saison 1989/90 spielte der ASC in der Verbandsliga Niedersachsen. Das beste Resultat erzielte er in der Saison 1986/87 und nahm nach einem zweiten Platz in der Verbandsliga Niedersachsen an den Aufstiegsrunden zur damals drittklassigen Oberliga Nord teil. Hier musste man sich dem TSV Plön, den Amateuren des Hamburger SV sowie dem Aufsteiger FC Mahndorf als Tabellenletzter in der Gruppe B geschlagen geben. In der Saison 1988/89 scheiterte die Mannschaft aufgrund eines zu schlechten Torverhältnisses an der erneuten Teilnahme an der Aufstiegsrunde. 
Nach der Saison verließ der aufstrebende Spieler Jens Todt den Verein in Richtung TSV Havelse. 1990 stieg der ASC abgeschlagen als Tabellenletzter ab. 1992 folgte der Abstieg in die Bezirksliga. Ab 1999 etablierte sich der Verein in der Landesliga Hannover. Die A-Jugend des ASC Nienburg spielte in der Saison 2003/04 und 2004/05 in der Niedersachsenliga. Im Jubiläumsjahr 2011 zog sich der ASC Nienburg aufgrund von finanziellen Problemen nach dem Abstieg aus der Landesliga Hannover in die 1. Kreisklasse Nord zurück. 2012/13 gelang der Aufstieg in die Kreisliga Nienburg. 2017 stieg der ASC in die Bezirksliga auf und musste nach nur einer Saison wieder absteigen.
In der Saison 2021/22 gewann die im Jahr 2015 neu gegründete Frauenmannschaft den Nienburger Kreispokal.

## Stadion

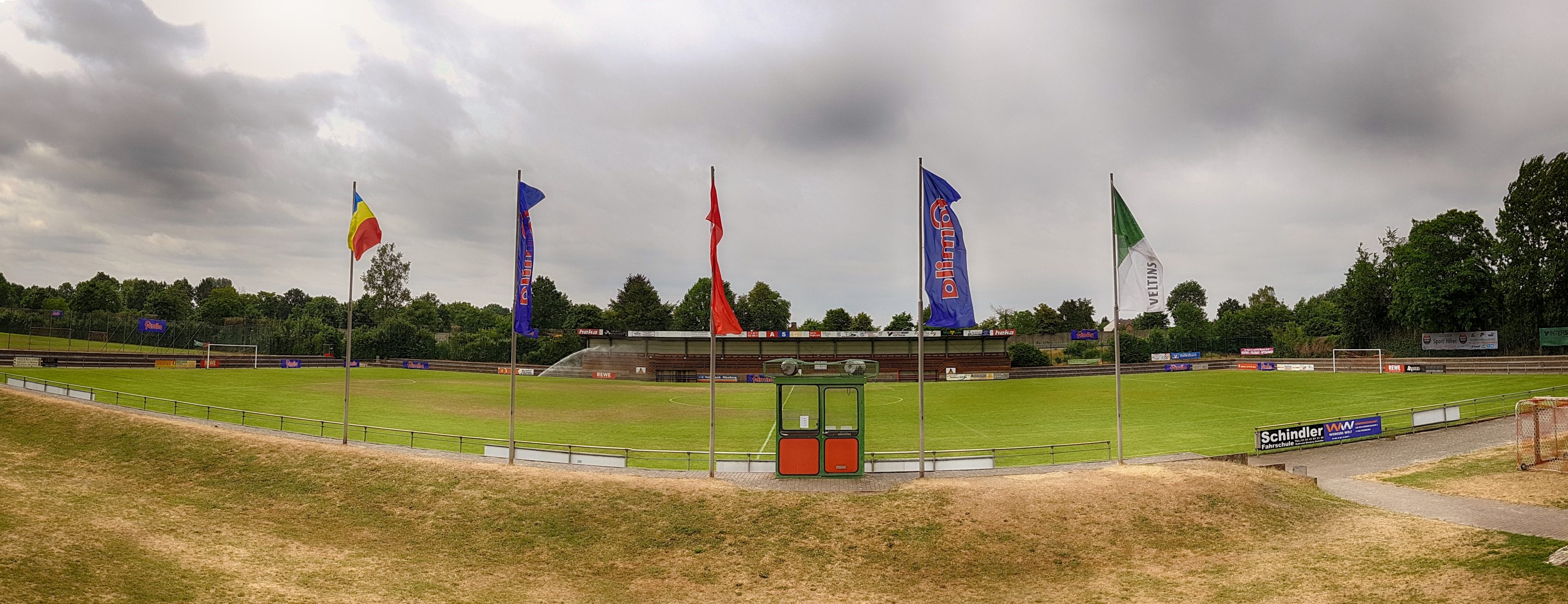
Sportanlagen Mußriede

Seine Heimspiele trägt der ASC im Mußriedestadion aus. An allen Seiten zum Spielfeld befinden sich drei große Steintreppen. Auf der Haupttribüne befindet sich zudem eine dreistufige überdachte Holztribüne. Insgesamt bietet das Stadion ungefähr 5.000 Zuschauern Platz. Das Mußriedestadion war Austragungsort des Viertelfinales der U-16-Fußball-Europameisterschaft 1997 zwischen Belgien und der Schweiz.

## Fans
Seit der Saison 2008/09 hat der ASC auch seinen ersten Fanclub, der „12ter Mann“. Zu den Heimspielen des Vereins kommen regelmäßig über 100 Zuschauer. Auch auswärts begleiten das Team mehrere Anhänger.

## Persönlichkeiten
| Spieler - Stefan Eidinger - Willi Kronhardt - Jens Todt - Maik Taylor | Trainer - Peter Hayduk - Roland Kosien - Hans Pöschl |